# Isuzu VehiCROSS
Der Isuzu VehiCROSS war ein sportliches SUV (Sports Utility Vehicle) des japanischen Fahrzeugherstellers Isuzu, der nur auf dem japanischen (1997–1999), chinesischen (1997–1999) und US-amerikanischen Markt (1999–2001) angeboten wurde. 

## Übersicht
Der Wagen verfügte serienmäßig über den sogenannten Torque-on-demand-Allradantrieb sowie Motoren aus dem Isuzu Trooper. Insgesamt wurden in fünf Jahren nur 5958 Fahrzeuge gebaut, davon 1805 für den Heimatmarkt Japan und 4153 für den Export in die USA. In der Volksrepublik China dagegen wurde das Modell von der Qingling Motors in geringer Stückzahl unter dem Namen Isuzu Tiejingang (五十铃 铁金刚) angeboten, was so viel wie Eisenkönig bedeutet.

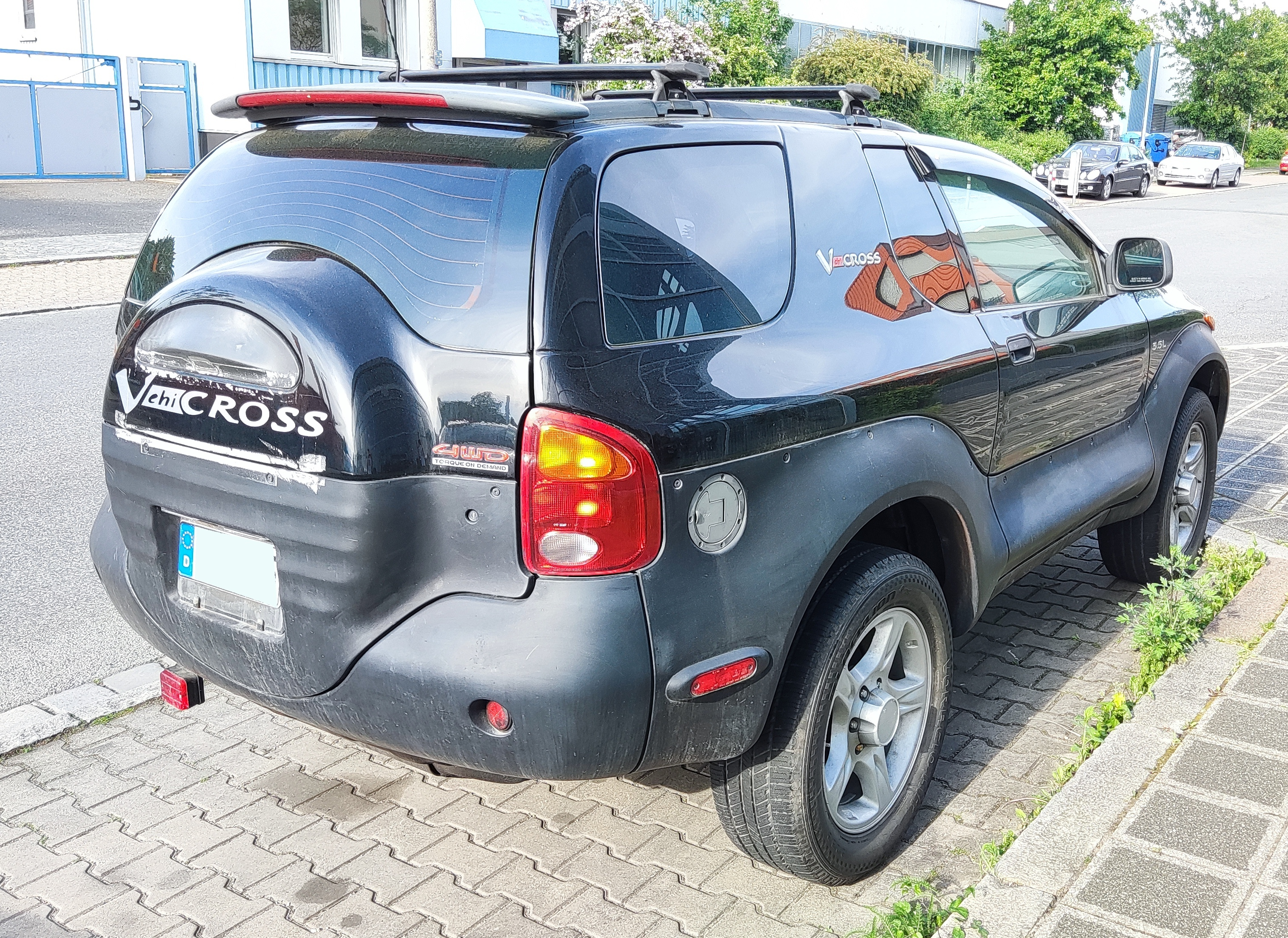
Heckansicht

## Motoren
- 3,2-Liter-V6 mit 158 kW (215 PS) bei 5500/min und 230 Nm bei 3000/min (japanische Version)
- 3,5-Liter-V6 mit 158 kW (215 PS) bei 5500/min und 230 Nm bei 3000/min (amerikanische Version)

## Auszeichnungen und Motorsport
Der Isuzu VehiCROSS war Gewinner seiner Klasse bei der Rallye Paris-Dakar 1998 und 1999. Ebenfalls 1999 gewann er den Preis "Most Unique Styling" der Automobilfachzeitschrift Motor Trend.

## Im Film
Der Prototyp Isuzu VXO2 kam im Film Mission to Mars vor, und mehrere VehiCROSS wurden in der Fernsehserie Mutant X verwendet.